# ناسیونال انسکلوپدین
ناسیونال انسکلوپدین (به سوئدی: Nationalencyklopedin) با کوته‌نوشت NE دانشنامه ملی سوئد است که به زبان سوئدی نوشته شده‌است و برای آغاز آن در سال ۱۹۸۰ یک وام هفده میلیون کرونی از دولت سوئد دریافت شد.